# Joseph-Jean De Smet

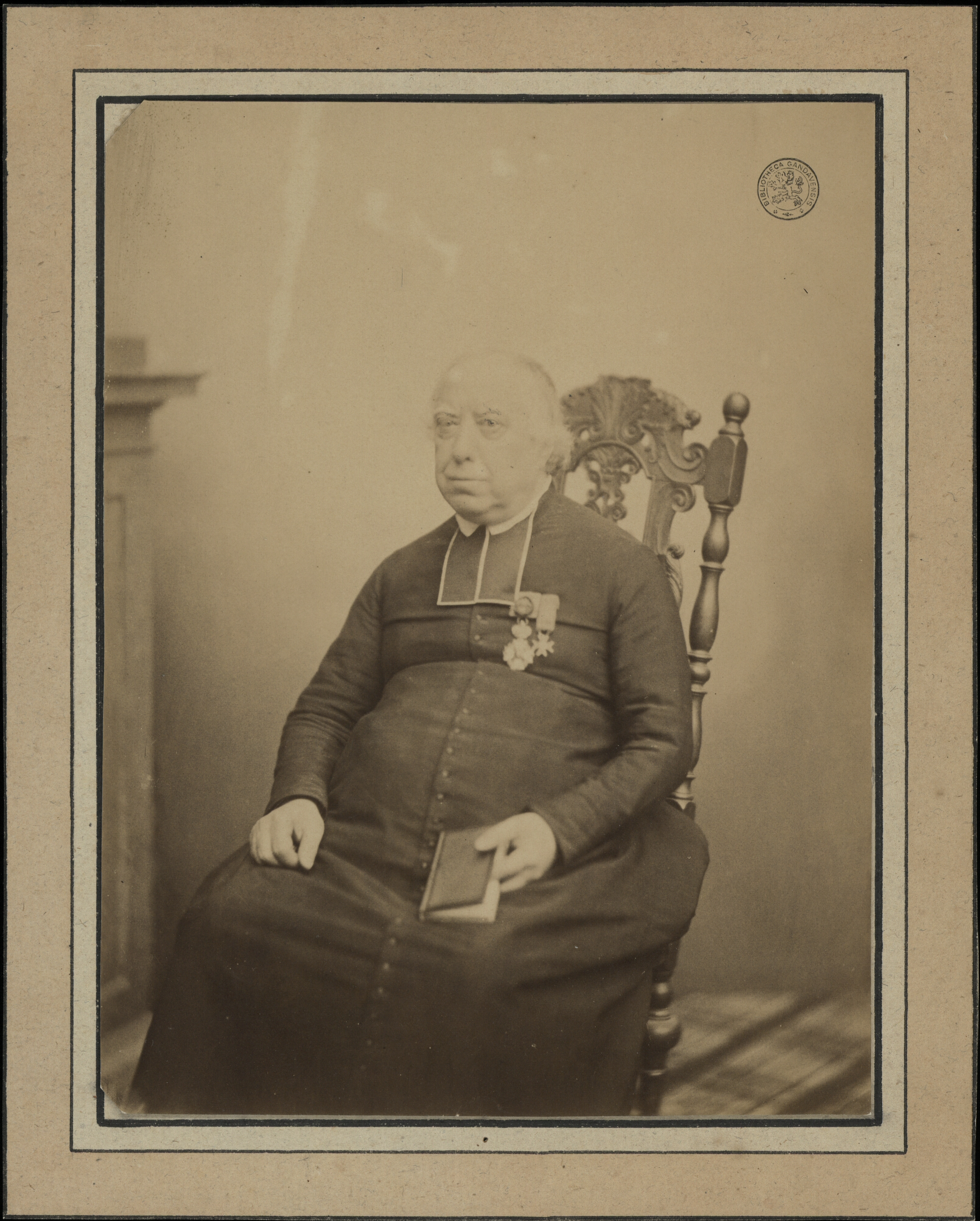
Joseph Jean De Smet

Joseph-Jean De Smet (Gent, 11 december 1794 - 13 februari 1877) was een rooms-katholiek priester en lid van het Belgisch Nationaal Congres.

## Levensloop
Terwijl De Smet zijn middelbare studies deed in Gent, stond de plaatselijke kerk op stelten, door de wegvoering van de protesterende seminaristen naar Wezel (1813) en de arrestatie van de bisschop Maurice de Broglie, en een paar jaar later, toen De Smet op het seminarie was, door de vlucht van diezelfde bisschop om aan een nieuwe arrestatie te ontsnappen (1817). De Smet werd priester gewijd in 1819 en onmiddellijk tot retoricaleraar benoemd aan het kleinseminarie Sint-Barbara in Gent. Weinige tijd later werd hij, met dezelfde functie, benoemd in het college in Aalst, dat toen bestuurd werd door Constant Van Crombrugghe.
Geconfronteerd met het gebrek aan goede leerboeken, publiceerde De Smet in 1822 een 'Geschiedenis van België'. Hij was hierin kritisch over Willem van Oranje, wat hem de oppositie opleverde van de regering. Het boek was na 1830 zeer populair en kende verschillende herdrukken in beide landstalen.
De jonge leraar publiceerde in 1824 een Géographie générale in twee volumes (heruitgaven in l831, 1834, l837 et 1842). In 1825 publiceerde hij een cursus over welsprekendheid (herdrukt in 1838 en 1845). In hetzelfde jaar 1825 werd het college in Aalst gesloten, ingevolge de nieuwe decreten op het onderwijs.
Een suppoost van de regering publiceerde een verdediging van haar politiek onder de titel Droit du prince sur l'enseignement public. De Smet en zijn vriend priester Désiré Verduyn bekritiseerden sterk het staatsmonopolie in het onderwijs, onder de titel Le droit exclusif sur l'enseignement public (1827). Een andere ambtenaar van minister Van Gobbelschroy, P. van Gheert, die een brochure publiceerde ten gunste van de regeringspolitiek inzake de vrijheid van de kerk in België, werd van antwoord gediend door De Smet, in samenwerking met priester Van Crombrugghe, de seminarieprofessor Helias d'Huddeghem en de historicus Jan Jozef Raepsaet. Voortaan werkte De Smet ook mee aan het oppositieblad Le Catholique des Pays-Bas, gepubliceerd door Adolphe Barthels.

## In het Nationaal Congres
Voorstander van het unionisme, juichte De Smet de revolutie toe en werd onmiddellijk door de kiezers van het arrondissement Aalst naar het Nationaal Congres gestuurd.
Zijn stemgedrag was soms verrassend. Hij stemde voor de onafhankelijkheidsverklaring en voor de eeuwigdurende uitsluiting van de Nassaus. In de eerste zoektocht naar een monarch gaf hij de voorkeur aan de hertog van Leuchtenberg. Wanneer Surlet de Chokier tot regent werd verkozen was hij afwezig. Samen met zijn vrienden van Crombrugghe en Verduyn onthield hij zich tijdens de verkiezing van Leopold van Saksen Coburg, zonder dat hiervoor een reden werd gegeven. Het was voor deze 'democraten' onder de katholieke vertegenwoordigers waarschijnlijk geen bezwaar dat hij Luthers was. Hun reden was wellicht eerder te zoeken in het feit dat ze de door de Mogendheden opgelegde voorwaarden, die impliciet deel uitmaakten van een verkiezing van Leopold, niet wilden aanvaarden. Nochtans keurde De Smet dan toch het Verdrag der XVIII artikelen goed.
In openbare zitting nam hij slechts een paar maal het woord, maar dan wel uitgebreid. In een redevoering over de staatsvorm verklaarde hij dat men in theorie de republiek kon verkiezen maar in de bestaande Europese context, de grondwettelijke monarchie de beste vorm was voor België. Hij kantte zich tegen de oprichting van een senaat, met verwijzing naar het slechte voorbeeld van de Eerste Kamer der Staten Generaal. Hij bepleitte de scheiding tussen kerk en staat en bestreed een artikel dat onrechtstreeks de vrijheid van godsdienst zou aan banden leggen. Hij vernoemde hierbij de namen van enkele liberale en vrijzinnige Congresleden die het unionisme sterk hadden bevorderd en die hij hiervoor prees.

## Historicus
In 1831 werd hij professor kerkgeschiedenis aan het Grootseminarie van Gent en erekanunnik van de kathedraal. Hij kreeg ook het dagboek toevertrouwd dat bisschop de Broglie had bijgehouden tijdens zijn gevangenschap. De Smet publiceerde in 1836, op basis hiervan het boek Coup d'œil sur l’histoire ecclésiastique dans les premières années du XIXe siècle, et en particulier sur l'assemblée des évêques à Paris en 1811, d'après des documents authentiques et en partie inédits.
In 1835 werd De Smet lid van de klasse der letteren in de Koninklijke Academie van België en in 1837 van de Koninklijke Commissie voor geschiedenis. Hij ontmoette in deze cenakels andere Gentse historici, zoals Léopold August Warnkönig, Jan Frans Willems, Constant P. Serrure, A. van Lokeren, Henri Moke, Jules de Saint-Genois en Albert Eugène Gheldolf.
Na het vertrek van Warnkoenig zette De Smet de publicatie verder van het Corpus Chronicorum Flandriae. Hij zorgde voor het in druk geven van talrijke nog onbekende kronieken, zoals: de kronieken van Sint-Bavo in Gent en in Drongen; de kroniek van Vlaanderen van Adriaan de But; de Chronique artésienne van 1302-1304; het Breve Chronicon Flandriae over de periode van Jacob van Artevelde; de Chronique des Pays-Bas et de Tournai; de Antiquités de Flandre van Wielant; de Histoire des guerres de Flandre van Jean Surquet; de Histoire des Pays-Bas van 1477 tot 1492; de Rymkronijk van Vlaenderen; de Annalen door een Gentse minderbroeder van 1297 tot 1310; de volledige tekst van de Chroniques de Gilles Li Muisis; het laatste deel van de Kronyk van Vlaenderen toegeschreven aan Jan van Diksmuuide; de Kroniek van Boudewijn van Ninove; de Cartulaire de Cambron.
Samen met Joseph Kervyn de Lettenhove werd de Smet de erkende historicus van Vlaanderen. Hij publiceerde over een periode van veertig jaar talrijke studies en bijdragen in de Bulletins en de Mémoires van de Koninklijke Academie, alsook in vele tijdschriften. Hij was een voorloper wat betreft de wetenschappelijke geschiedschrijving, ook al heeft deze sindsdien heel wat vorderingen gemaakt.